# Jean-Paul-Auguste-Anthelme Jumelin
Pour les articles homonymes, voir Jumelin.
Jean-Paul-Auguste-Anthelme Jumelin, né le 26 octobre 1818 à Lyon et mort à Neuilly-sur-Marne le 19 mars 1879, est un architecte français.

## Biographie
Jean-Paul-Auguste-Anthelme Jumelin étudie à l'école des beaux-arts de Lyon puis à l'école des beaux-arts de Paris, élève de Louis-Hippolyte Lebas.

## Réalisations
Il réalise les travaux d'architecture suivants :
- palais de justice de Cholet ;
- hôtel de la sous-préfecture à Segré ;
- à Paris : hôtel Lehmann, hôtel Bléry et la restauration de la chapelle de Notre-Dame-de-Sion ;
- piédestal de la statue de Jeanne d'Arc à Orléans ;
- hôtel Betzon à Londres.